# الضبعية (محافظة المهد)
الضبعية، قرية من قرى محافظة المهد، والتابعة لمنطقة المدينة المنورة في السعودية. تقع في جنوب شرق المدينة المنورة، وتبعد، عن مهد الذهب بمسافة تقارب ( 45 ) كيلو متر.